# Натхамуні
Натхамуні (бл. 900—950) — вайшнавский святий і філософ, засновник традиції шрі-вайшнавізму. Згідно з переказами, Натхамуні народився в Віранараяна-пурам близько Катуманнара в сучасному Таміл-Наду. Вважається, що іншими його іменами були Садамаршана Кулатілакар і Соттайкулатту Арасар. Найбільшу популярність Натхамуні отримав за колекціонування та кодифікацію 4000 гімнів тамільських вайшнавских поетів-святих альварів у формі твору «Дівья-прабандха». Натхамуні передав гімни альварів своїм двом племінникам в Шрірангамі та зробив їх декламацію частиною щоденного ритуалу в храмі Ранганатхасвамі, де він виконував обов'язки адміністратора. Онуком Натхамуні був великий вайшнавский святий Ямуначарья.